# Bahnhof Ōmu
Der Bahnhof Ōmu (jap. 雄武駅, Ōmu-eki) ist ein ehemaliger Bahnhof auf der japanischen Insel Hokkaidō. Er befand sich in der Unterpräfektur Okhotsk auf dem Gebiet der Stadt Ōmu und war von 1935 bis 1985 in Betrieb.

## Beschreibung

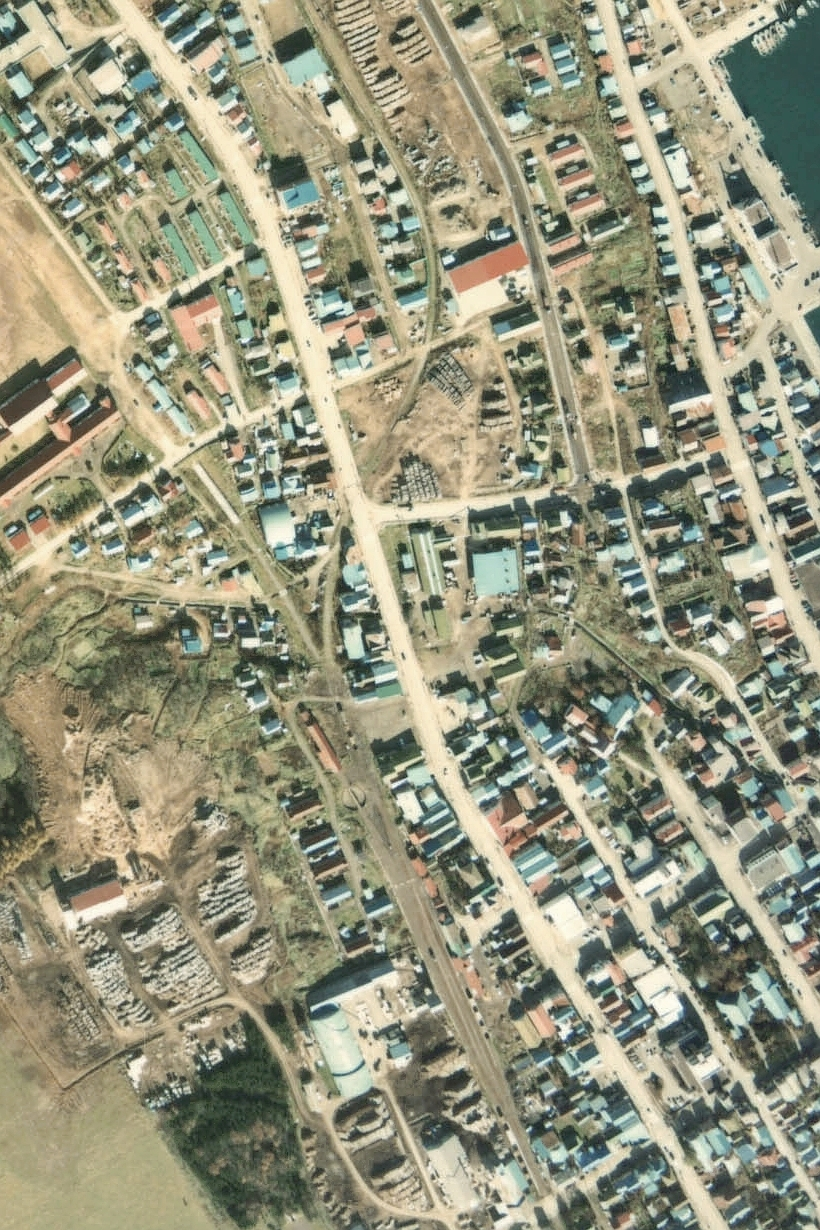
Luftansicht (1975)

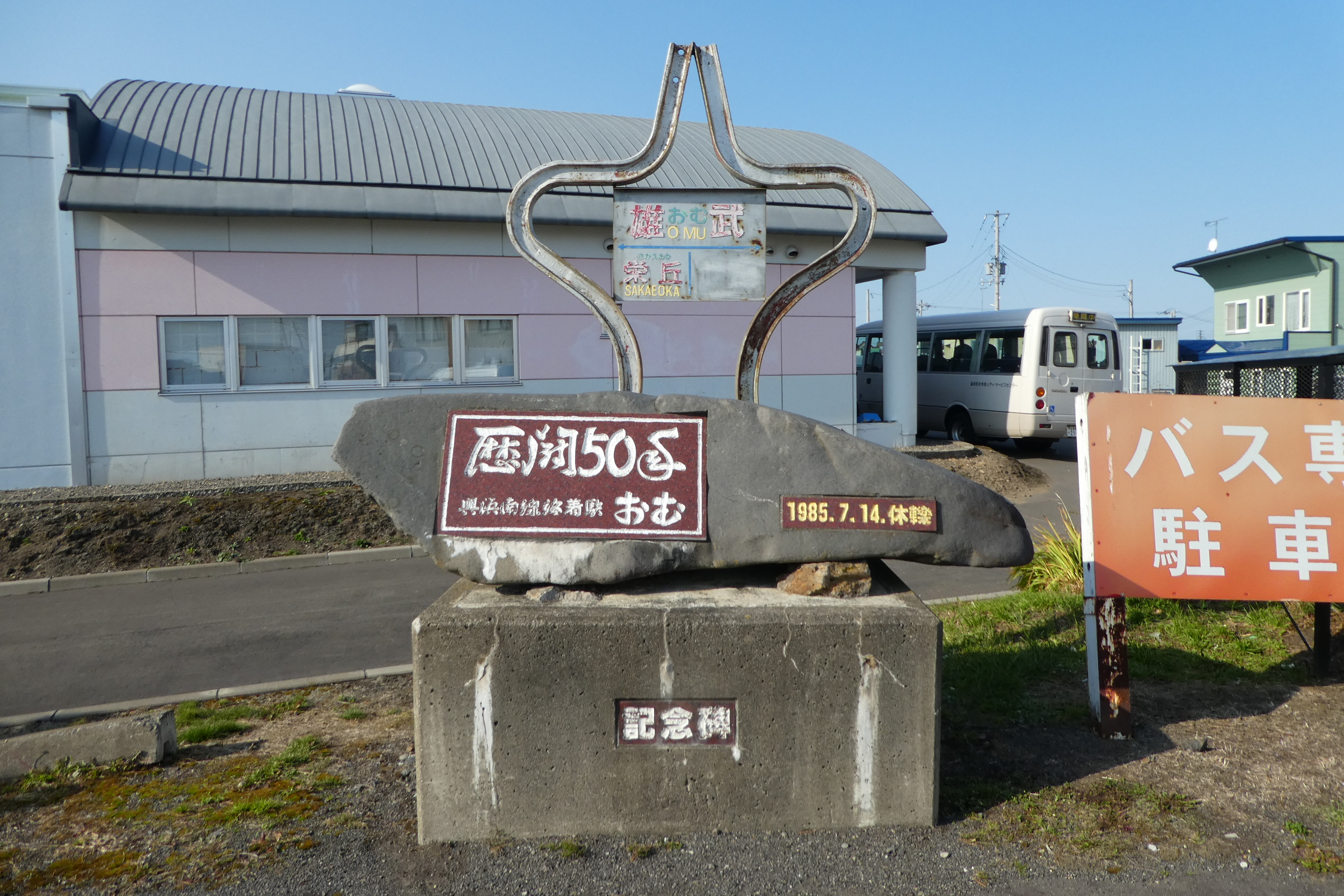
Denkmal an der Stelle des Bahnhofs Ōmu

Ōmu war die nördliche Endstation der 19,9 km langen Kōhin-Südlinie, die in Okoppe von der (ebenfalls stillgelegten) Nayoro-Hauptlinie abzweigte. Der Bahnhof lag im Stadtzentrum unweit des Rathauses und war von Südosten nach Nordwesten ausgerichtet. Er verfügte über ein Gleis für den Personenverkehr, das Empfangsgebäude stand an der Ostseite der Anlage. Ein weiteres Gleis diente dem Güterverkehr. Beide führten rund 200 Meter weiter zu einem kleinen Depot mit einer Drehscheibe. Darüber hinaus zweigte ein Privatanschlussgleis ab, das nordostwärts in die Nähe des Hafens führte.
Das Empfangsgebäude wurde abgerissen und im Jahr 2000 durch eine Raststätte (Michi no eki) ersetzt. Sie dient auch als Busterminal und besitzt als Besonderheit einen Aussichtsturm.

## Geschichte
Das Eisenbahnministerium eröffnete den Bahnhof am 15. September 1935. Die von Okoppe her kommende und hier endende Kōhin-Südlinie war als Teil der Kōhin-Linie geplant worden, die entlang der gesamten Küste des Ochotskischen Meeres verlaufen und Abashiri mit Wakkanai verbinden sollte. Im über 50 km entfernten Kitami-Esashi endete seit 1936 die Kōhin-Nordlinie. Auf dem dazwischen liegenden Abschnitt bestand bereits ein bedeutender Teil des Unterbaus, doch nach dem Ausbruch des Pazifikkriegs im Juli 1937 wurden sämtliche Bauarbeiten eingestellt. Der Bahnbetrieb auf der Kōhin-Südlinie ruhte aus Rationierungsgründen vom 1. November 1944 bis zum 5. Dezember 1945.
1950 begannen die Bauarbeiten an einer Kleinbahn von Ōmu nach Kamiōmu. Die Strecke war 12,0 km lang und sollte vor allem dem Transport von Holz und Zuckerrüben dienen. Sie wurde 1953 eröffnet, jedoch wegen der einsetzenden Massenmotorisierung bereits im folgenden Jahr stillgelegt und schließlich 1956 demontiert. 1959 wurde das Empfangsgebäude durch einen Neubau ersetzt. 1960 beschloss das Verkehrsministerium die Fertigstellung der Kōhin-Linie, doch das Verkehrsvolumen nahm in den folgenden Jahren markant ab. Weitere Bauarbeiten unterblieben und das Projekt wurde 1977 endgültig aufgegeben.
Aus Kostengründen stellte die Japanische Staatsbahn am 1. Februar 1984 den Güterumschlag und die Gepäckaufgabe ein. Etwas mehr als ein Jahr später, am 15. Juli 1985, legte sie die Kōhin-Südlinie still.